# Gemă

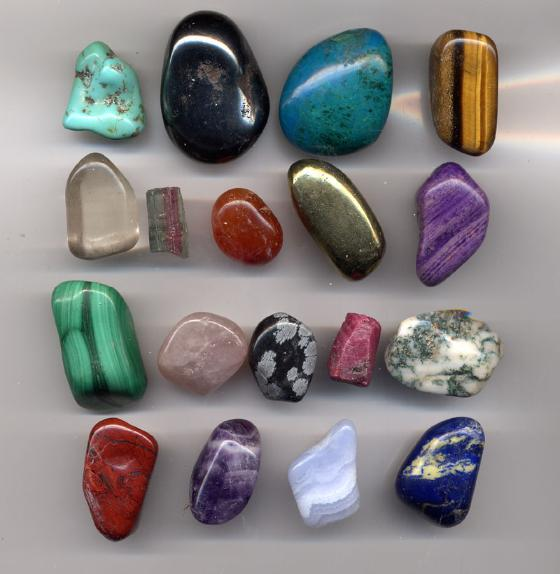
Geme

Gemă (din latină gemma, prin franceză gemme) este un nume generic pentru orice tip de piatră prețioasă translucidă, în stare cristalină pură, dar și pentru o piatră folosită în bijuterie sau un obiect de artă confecționate dintr-o piatră prețioasă sau semiprețioasă. 
Experții clasifică gemele în funcție de compoziția chimică, sistemul de cristalizare și mediul în care s-au format. Gemele sunt caracterizate de indicele de refractie, dispersia luminii, duritate, clivaj, diaclază și luciu.
Muzeul de Mineralogie al Universității "Babeș-Bolyai" din Cluj-Napoca are, printre alte colecții, o colecția de geme - aproximativ 230 geme, majoritatea prelucrate și o colecție de geme din România - aproximativ 3.500 de eșantioane, marea majoritate prelucrate.

## Pseudogeme
Deși gema, denumită și piatră prețioasă, este un mineral rar, durabil și frumos, în industria de bijuterii sunt considerate geme și chihlimbarul, coralul, sideful și perla, chiar dacă acestea sunt de origine organică.Există și pietre sintetice acceptate ca geme - cum ar fi opalitul și piatra soarelui.